# El Soler de Terrades
El Soler de Terrades és una masia del terme municipal de Moià, al Moianès. Està situada al nord-oest del terme de Moià, a prop del límit amb Santa Maria d'Oló. És al nord-est de Sant Feliu de Rodors, al nord-est de la Rovira i al nord de Codinacs, a la dreta de la riera de Malrubí, prop del seu naixement. Forma part de l'Inventari del Patrimoni Arquitectònic de Catalunya.

## Descripció
És una gran casa pairal d'un sol nucli amb coberta de teula a dues aigües amb la façana encarada a migdia. Té un gran portal de pedra adovellat amb un escut a la clau que presenta un gran sol. Sota d'ell, en un requadre apareix l'any 1716. A la banda oest de l'edifici s'obre una elegant i esvelta porxada aixecada sobre dos arcs rebaixats. Actualment resideixen en la mateixa dues famílies, havent segmentat l'interior en dues parts independents.

## Història
És una masia original del segle xvii, amb molt afegits i reconstruccions posteriors. Al segle xviii fou oberta a mà esquerra de la façana una capella sota l'advocació de Sant Josep. A la llinda del portal d'accés a la dita capella es pot veure encara, gravada en pedra, la data de 1786.

## La Mare de Déu del Roser
La Mare de Déu del Roser és la capella romànica de la masia, una capella petita, d'una sola nau,